# San Giustino (Rom)
San Giustino (lateinisch Sancti Iustini) ist eine Pfarr- und Titelkirche in Rom.

## Überblick
Die Pfarrgemeinde wurde mit dem Dekret Per vigili cura durch Kardinalvikar Clemente Micara am 10. Juni 1952 errichtet. Der Kirchenneubau, nach einem Entwurf des Architekten Francesco Fornari, wurde am 29. Mai 1953 geweiht. Zunächst wurde die Kirche vom Klerus des Bistums Rom betreut. Seit 1965 wird die Seelsorge vom Klerus des Bistums Bergamo war genommen.
Am 14. November 1982 wurde sie von Papst Johannes Paul II. besucht.
Am 21. Oktober 2003 erfolgte die Erhebung zur Titelkirche der römisch-katholischen Kirche durch Papst Johannes Paul II. Namenspatron ist Justin der Märtyrer.
Der Kirchenbau in einem neo-romanischen Stil hat einen traditionellen Grundriss mit einem rechteckigen Kirchenschiff, einer fünfseitigen Apsis und fünf seitlichen Einbuchtungen sowie zwei kleine fünfseitige Kapellen auf der linken Seite. Auf der linken Seite befindet sich ein Glockenturm. Die Apsis zeigt eine Apotheose von Justin dem Märtyrer, flankiert von Darstellung der Evangelisten, des Künstlers Achilli Achilli.
Die Kirche befindet sich an der Viale Alessandrino 144 im römischen Quartier Alessandrino.

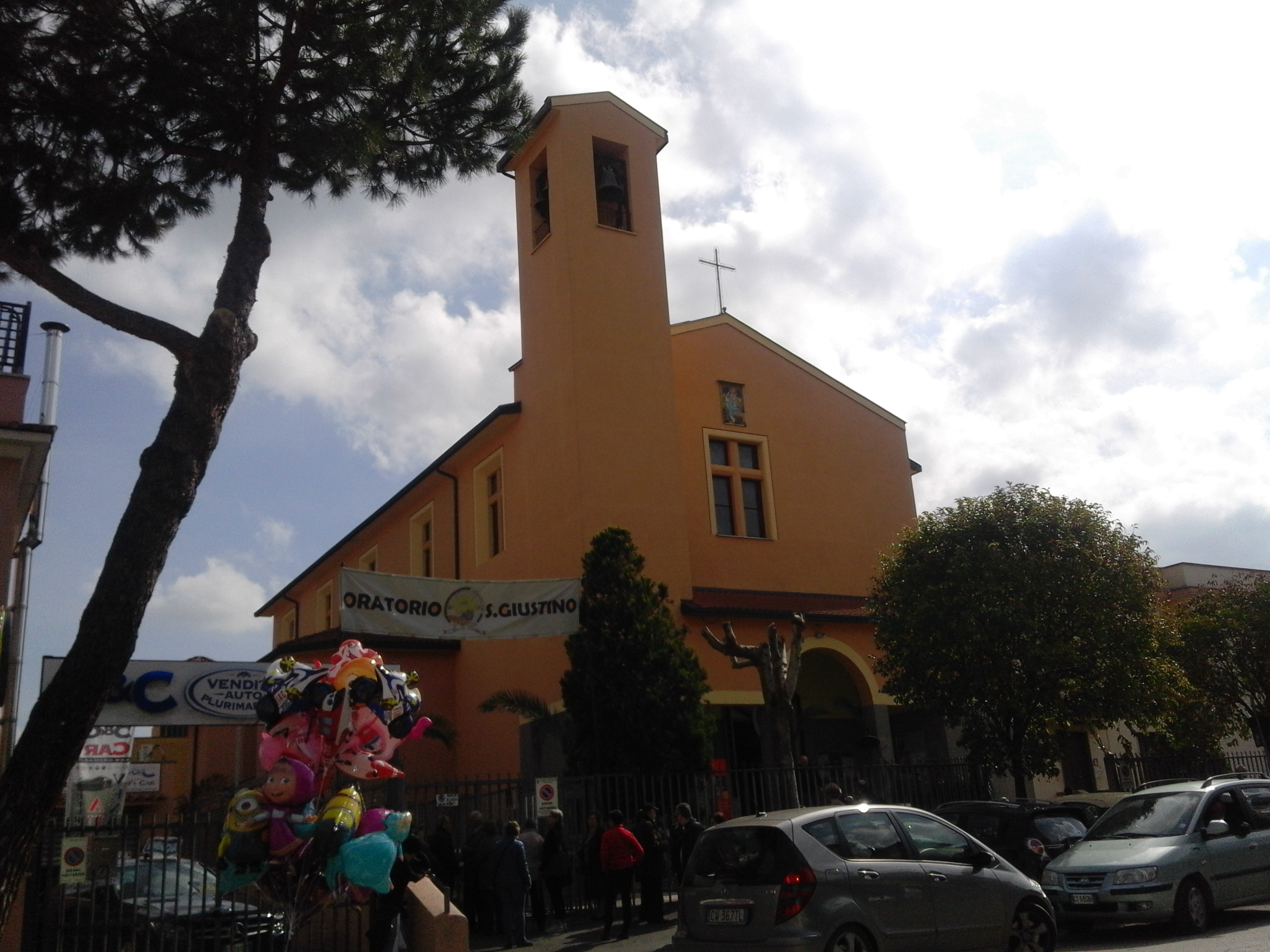
Straßenansicht
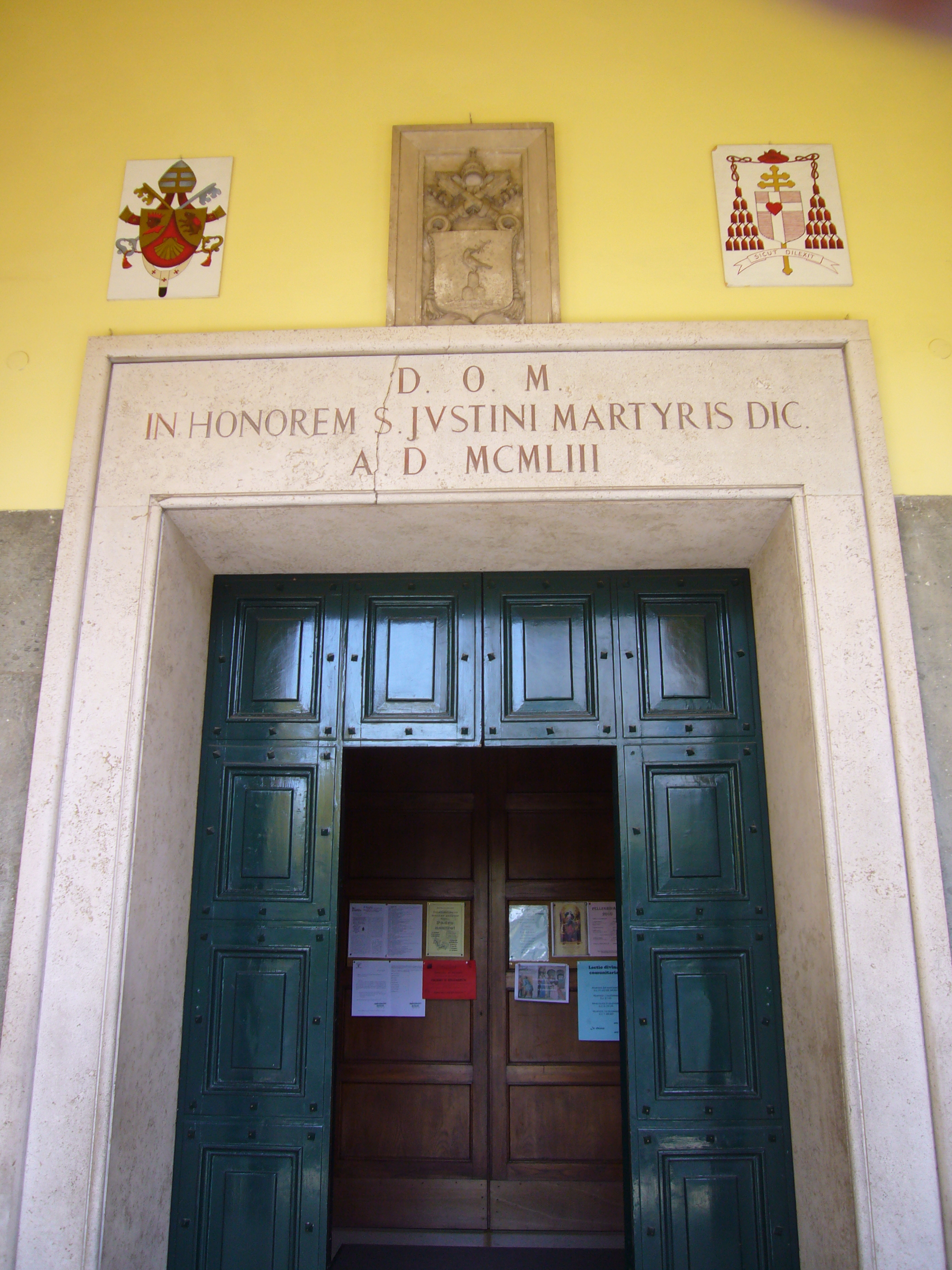
Eingangspforte
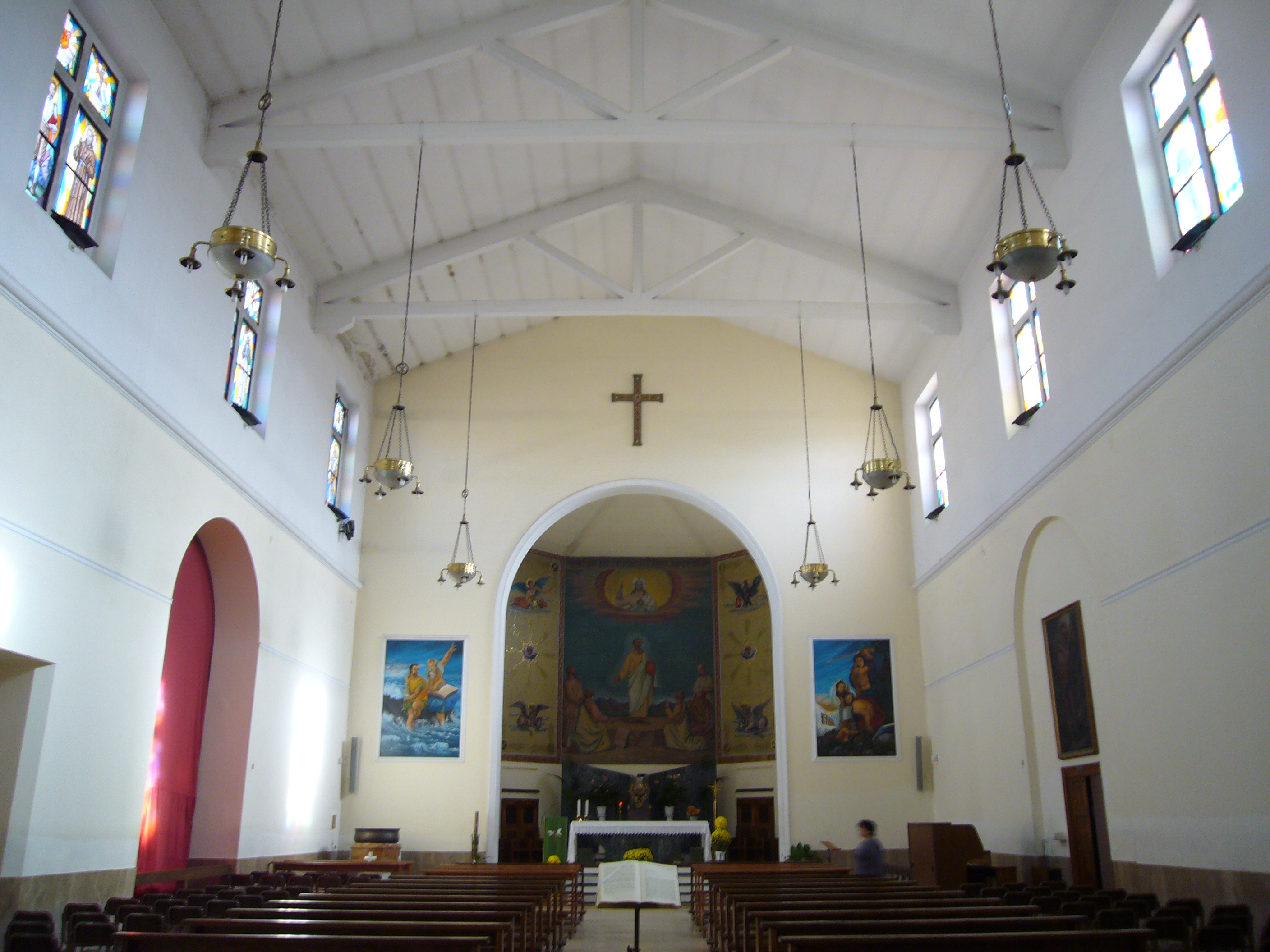
Innenraum mit Altarraum

## Kardinalpriester
- Jean-Baptiste Phạm Minh Mẫn, seit 21. Oktober 2003